# 徳江倫明
徳江 倫明（とくえ みちあき、1951年7月10日 - ）は、日本の実業家。一般社団法人フードトラストプロジェクト代表理事・設立者。一般社団法人オーガニックフォーラムジャパン会長。株式会社オーガニックパートナーズ設立者。一般社団法人日本有機農産物協会の設立発起人。有機の里づくり「千葉団体連絡会（ちばだん）」推進に尽力している。

## 経歴
熊本県水俣市にて生まれる。東京都立秋川高等学校を卒業。1976年、早稲田大学社会科学部を卒業。ダイエーに入社（青果物流通）。1978年、山梨県韮崎市に農場を設立。有機農産物専門流通団体の「大地を守る会」の創設メンバー。1980年、大地を守る会理事、大地取締役に就任。株式会社フルーツバスケット取締役に就任。1985年、大地物産専務取締役に就任。1986年、有機農産物宅配システム「らでぃっしゅぼーや」を企画。1993年、代表に就任。財団法人環境事業団 NGO活動推進委員に就任、環境庁「総合的な環境研究教育の推進体制に関する懇談会」専門委員に就任。1997年、日本初のオーガニックスーパー「マザーズ」を設立。1998年、株式会社日本環境認証機構ISO14001判定委員に就任。2000年、農林水産省登録機関「アファス認証センター」を設立。2001年、 国際有機農業運動連盟(IFOAM) の日本地域組織、NPO法人IFOAMジャパンを設立、副理事長に就任。青森県市町村戦略会議・環境保全型農業戦略アドバイザーに就任。筑波大学大学院(経営システム科学環境マネジメント) 非常勤講師に就任。2002年、日本SEQ推進機構を設立(現 一般社団法人フードトラストプロジェクト)、代表に就任。2003年、ISOTC34/WG8ISO22000の規格化のための日本委員会委員に就任。2005年、“東京産直オフィス”エフティピーエス株式会社を設立。2009年、オーガニックマーケットリサーチプロジェクト(OMR)を設立。2010年9月、「日本におけるオーガニックマーケット調査報告書」を発行。2011年6月10日、「とことんオーガニックシンポジウム2011」を開催。2012年、世田谷新電力研究会を設立。2013年1月、一般社団法人フードトラストプロジェクトを設立、代表理事に就任。8月、一般社団法人生きもの認証推進協会を設立、代表理事に就任。2015年4月、「第2回とことんオーガニックシンポジウム2015」を開催。一般社団法人オーガニックフォーラムジャパンを設立。2016年4月、 千葉県八街市に「農業生産法人シェアガーデン」を設立。2019年4月25日、一般社団法人日本有機農産物協会の設立発起人になる。

## 著書
- 『日本におけるオーガニックマーケット調査報告書』2010-2011[11]
- 『すぐ役立つISO22000食品安全マネジメントシステム実践ガイド』ぎょうせいISBN 978-4-324081549（2007年3月1日）
- 『危ないものをつくりすぎた―食品安全は可能か？』誠文堂新光社ISBN 978-4-416404171（2004年10月1日）
- 『安心安全食品の動向―有機特別栽培マーケット総覧2003-』ジーエムアイISBN 978-4-921100032（2003年11月14日）
- 『農業こそ21世紀の環境ビジネスだ』たちばな出版ISBN 978-4-886929846（1999年12月1日）